# Свети Тома (Костур)
„Свети Тома Музевишки“ (на гръцки: Αγίου Θωμά) е православна църква в град Костур (Кастория), Егейска Македония, Гърция.

## Местоположение
Храмът е разположен в крайната източна част на града, в подножието на костурския хълм Горица. Традиционно е енорийска църква на Костурската епархия.

## Архитектура
В архитектурно отношение църквата е трикорабна каменна базилика с дървен покрив.

## История
Според надписа на вградената мраморна плоча на входа църквата е изградена в 1849 година.
Вътрешността е изписана в 1876 година от поп Томас Икономидис от Селица според зографския надпис на северната стена.
| „ | ΑΙ ΤΙΜΙΑΙ ΕΙΚΟΝΕC ΤΟΥ ΙΕΡΟΥ ΤΟΥΤΟΥ ΕΙΚΟΝΙCΘΗCΑΝ ΑΡΧΙΕΑΤΕΥΟΝΤΟC ΤΟΥ ΠΑΝΙΕΡΟΤΑΤΟΥ ΑΓΙΟΥ ΚΑCΤΟΡΙΑC κ. κ. ΙΛΑΡΙΩΝΟC. ΔΑΠΑΝΗ ΔΕ ΠΑΝΤΟΝ ΤΩΝ ΧΡΙΣΤΙΑΝΩΝ ΤΗC ΕΝΟΡΙΑC ΤΑΥΤΗC ΕΝ ΕΤΕΙ CΩΤΙΡΙΩ 1876 ΝΟΕΜΒΡΙΟΥ 12 ΚΑCΤΟΡΙΑ Ο ΕΚ ΤΗC CΙCΑΝΙΟΥ ΕΠΑΡΧΙΑC ΠΡΩΤΟΠΑΠΑC ΠΑΠΑΘΟΜΑC ΟΙΚΟΝΟΜΙΔΗC ΖΩΓΡΑΦΟC ΕΓΡΑΨΕ. Светите икони на това светилище се изписаха при архиерейството на пресветия Свети Костурски г. г. Иларион. С помощта на всички християни от тази енория в годината от Спасителя 1876 ноември 12 от Сисанийска епархия протопоп поп Томас Икономидис Зограф написа. | “ |

Иконостасът е от времето на изграждането на храма. На една от иконите има надпис:
| „ | Δέησις του δούλου του Θεού Γεωργίου του μακαρίτου Ιωάννου ιερέος και της συζήγου αυτού Μαλαματής και υιού αυτού Βασιλίου 1842. Молитва от Божия раб Георгиос, от благословения йерей Йоанис и съпругата му Маламати и сина му Василиос 1842. | “ |

В 1991 година църквата е обявена за защитен паметник.